# لک‌لک نوک‌زینی
لک‌لک نوک‌زینی (نام علمی: Ephippiorhynchus senegalensis) نام یک گونه از سرده لک‌لک‌های نوک‌زینی است.